# Biblioteca Malatestiana
La Biblioteca Malatestiana de Cesena, Emilia Romana, Italia, es una biblioteca monástica pública de particular importancia histórica. La biblioteca Malatestiana, fundada a mediados del siglo XV, fue la primera biblioteca pública de Europa abierta a todas las personas, y es el único ejemplo de una biblioteca monástica medieval perfectamente conservada en cuanto a su edificio, mobiliario y códices desde que fuera inaugurada hace más de 550 años. La misma fue encargada por el Señor de Cesena, Malatesta Novello. Las obras fueron dirigidas por Matteo Nuti natural de Fano (un estudioso de Leon Battista Alberti) y se extendieron desde 1447 hasta 1452.
La puerta principal es obra de Agostino di Duccio (1418-1481). La magnífica puerta de nogal data de 1454 y fue tallada por Cristoforo da San Giovanni en Persiceto.
La UNESCO ha reconocido la importancia cultural de la Biblioteca Malatestiana inscribiéndola, la primera en Italia, en el Registro de la Memoria del Mundo. El 19 de septiembre de 2008, el correo italiano emitió un sello dedicado a la biblioteca, sobre el tema de la serie "El patrimonio cultural y artístico italiano". En la actualidad posee casi 250.000 volúmenes, entre ellos 287 incunables, unos 4.000 del siglo XVI, 1753 manuscritos del siglo XVI y el siglo XIX, y más de 17.000 cartas y autógrafos.

La espléndida Biblioteca Malatestiana de Cesena es el corazón de la cultura de la Romaña.
Guido Piovene, Viaggio in Italia

## Historia

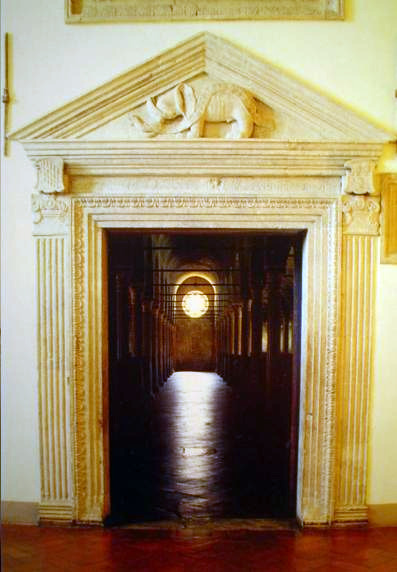
Acceso a la sala principal.

En torno al año 1440, la Orden Franciscana, que en aquel momento poseía un número de códices superior a la capacidad de su pequeña biblioteca, pidió a Domenico Malatesta, Señor de Cesena, los fondos para la edificación de un nuevo edificio donde albergarlos. El proyecto se le encargó al arquitecto Matteo Nuti, natural de Fano y discípulo de León Battista Alberti. Las obras comenzaron en 1447, y ya en el 1452, el aula ubicada en el brazo oriental del convento de San Francisco podía considerarse acabada. El nuevo studium, necesario para la sistematización de los códices y la realización del portal de la biblioteca por parte del escultor Agostino di Duccio, fue abierto al público dos años más tarde, el 15 de agosto de 1454.

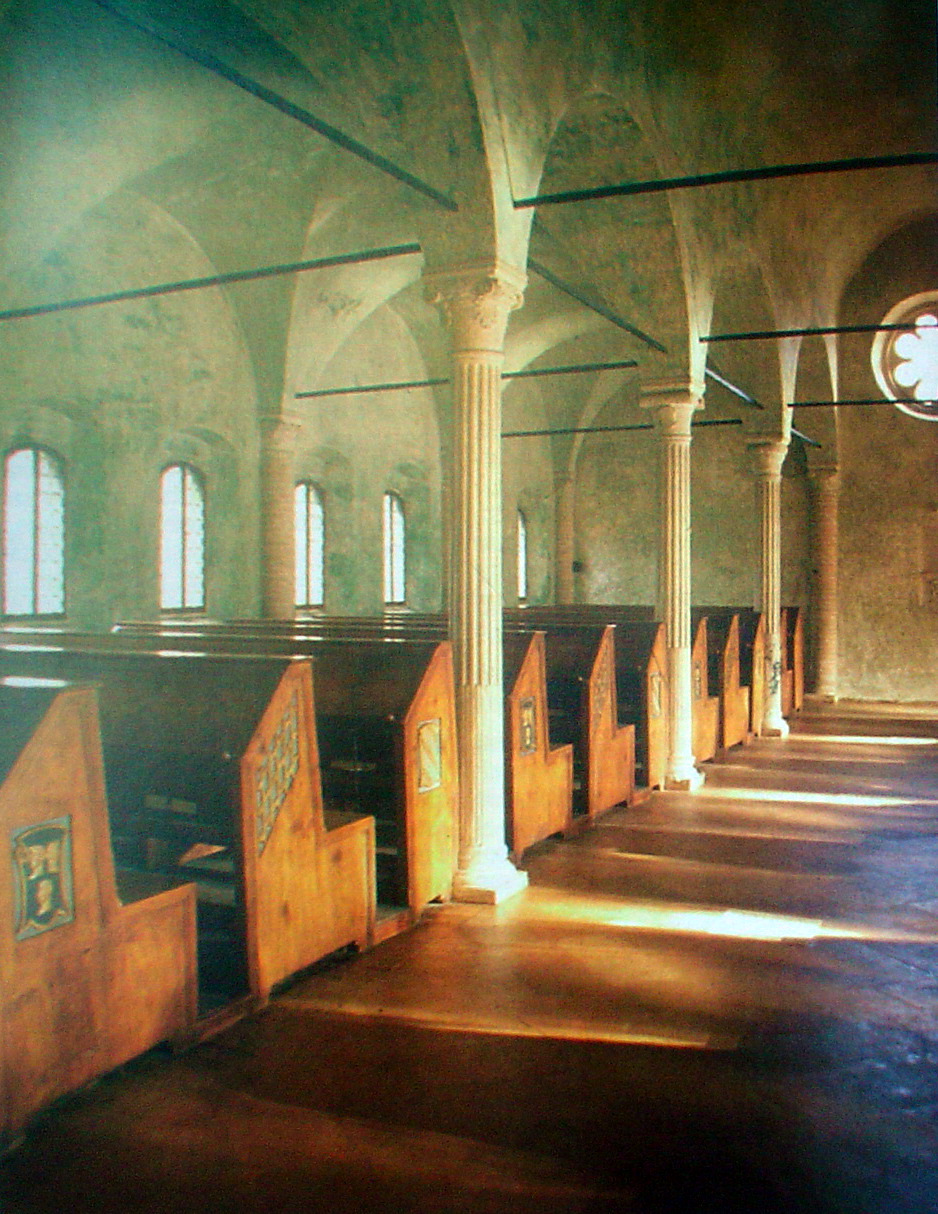
Sala principal de la biblioteca.

La Biblioteca Malatestiana era, en ese entonces, la primera biblioteca pública de Italia, propiedad de la Administración Comunal, pero abierta a todos los ciudadanos. No obstante, su custodia estaba a cargo de la Orden Franciscana. Esta doble responsabilidad sobre la biblioteca, ratificada por la presencia de una doble llave para acceder a ella, es considerada por los estudiosos como uno de los aspectos que han otorgado a la Malatestiana su mayor valor: el ser la única biblioteca de tipo humanístico-monacal en el mundo, habiendo mantenido intacta su estructura, su mobiliario y sus códices desde su apertura, es decir, durante más de quinientos años.
Tras la muerte de Malatesta Novello, la biblioteca pudo sobrevivir gracias a la amplitud de miras de sus mecenas, quienes aportaban medios económicos. Únicamente durante el periodo napoleónico, entre 1797 y 1814, el complejo fue utilizado como cuartel, con un elevado riesgo de destrucción del patrimonio.
Pasada esta etapa, en el monasterio fue dispuesto el primer núcleo de la biblioteca comunal actual y las aulas del Liceo Ginnasio, que en el 2008 fueron transferidas a otra sede. La larga serie de transformaciones que ha experimentado el complejo edilicio a lo largo del tiempo ha contribuido a reforzar su caracterización en el sentido cultural, siendo hoy un hito de la ciudad de Cesena.

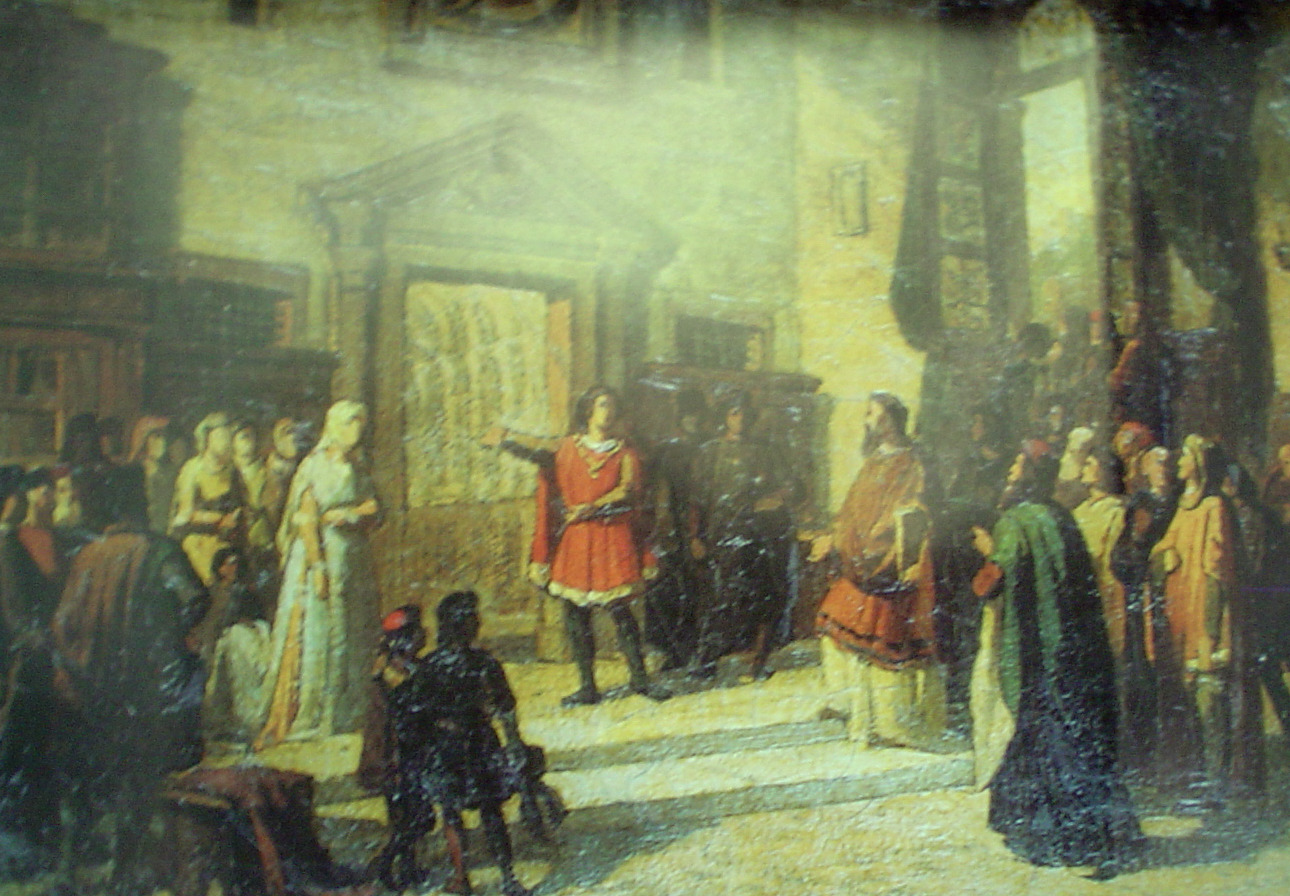
Pintura en la que se representa a Malatesta Novello en el momento de la inauguración de la Biblioteca Malatestiana

Desde 1983 se sitúa en la planta baja del edificio la sección moderna de la biblioteca comunitaria.

## Arquitectura
El aspecto exterior de la Biblioteca Malatestiana fue modificado radicalmente tras la construcción de los edificios decimonónicos que sustituyeron la sala principal del monasterio. Sólo desde el Claustro de San Francisco y desde el patio del Palacio Ghini es posible observar, respectivamente, el lado norte y el testero de la nave de la biblioteca. El volumen, de gran sencillez en sus materiales, está construido en ladrillo visto. El testero está ornamentado únicamente con una abertura en forma de rosetón, mientras que los muros laterales están perforados por una serie de pequeñas ventanas de arco apuntado y una cornisa de cerámica.
En el interior, después de subir las escaleras que llevan a la primera planta, y de atravesar dos pasillos, se accede al vestíbulo que precede a la sala principal, el ‘’Aula del Nuti’’. Este vestíbulo la separa a su vez de la adyacente Biblioteca Piana, que cuenta con un bastón cedido por el papa Pio VI a su ciudad natal.

### Aula del Nuti

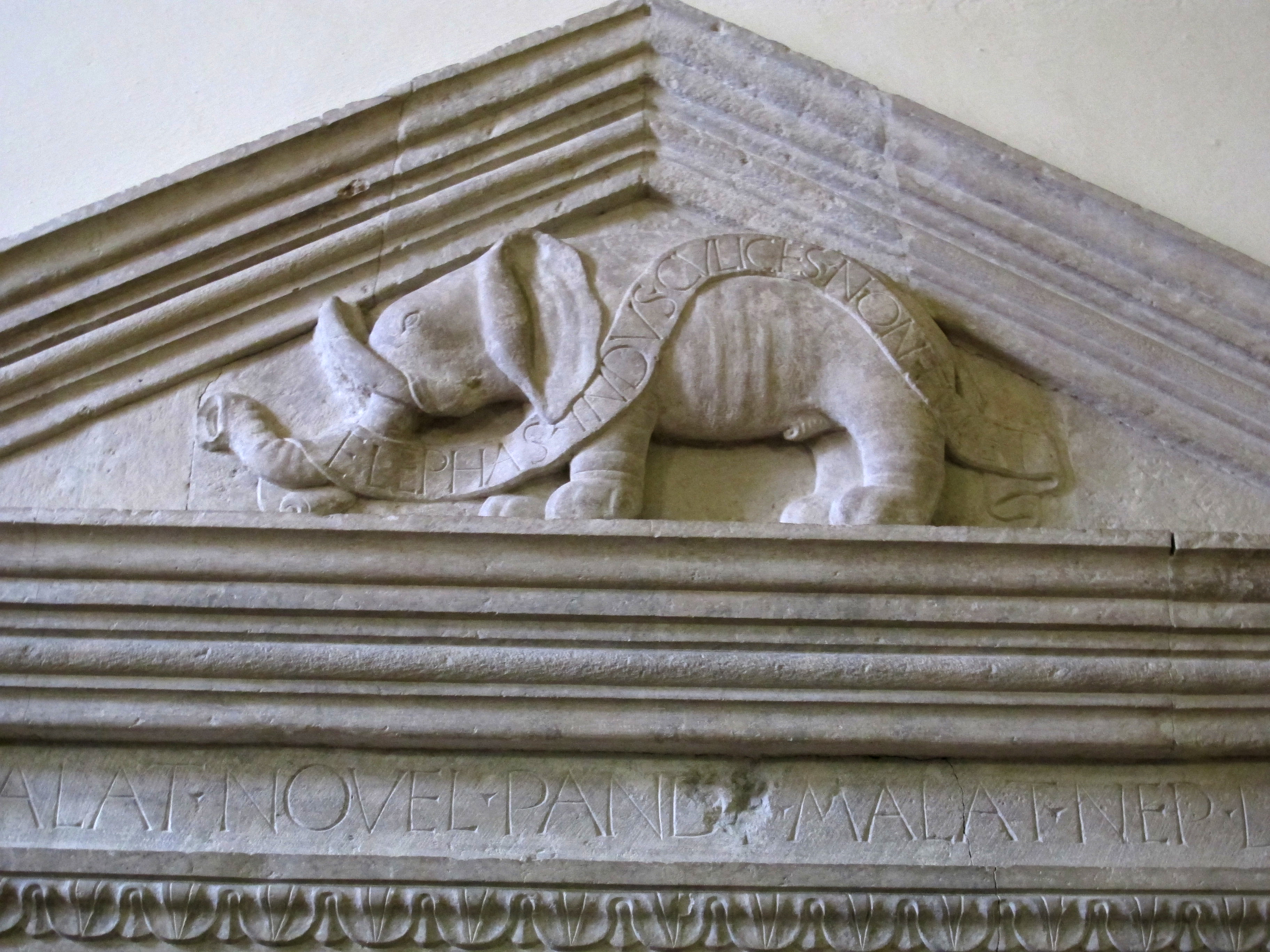
El tímpano

Compuesta por una única sala de forma rectangular, la arquitectura y el uso para la que fue pensada esta estancia (funcionaba como ‘’studium’’) presagian el Renacimiento italiano. Malatesta Novello asignó al arquitecto Matteo Nuti la tarea de proyectar un edificio adecuado para la conservación de los libros del monasterio. Es esta sala la parte principal del conjunto arquitectónico, el elemento que dio su fama a la Malatestiana.
En la portada que abre paso hacia dicha sala se puede leer la siguiente inscripción:

« MCCCCLII Matheus Nutius Fanensi ex urbe creatus Dedalus alter opus tantum deduxit ad unguem »
(1452, Matteo Nuti, natural de Fano, quien según Dédalo llevó a buen término esta obra.)

Sobre el tímpano se observa un elefante, emblema de la familia Malatesta:

« Elephas Indus culices non timet »
(El elefante indio no teme a los mosquitos.)

Esta frase hace alusión a la familia Da Polenta, enemigos de los Malatesta y Señores de Rávena, una zona con gran abundancia de mosquitos.
A los lados del dintel y sobre los capiteles de las pilastras aparecen representados los símbolos heráldicos de la familia: la rejilla, las tres cabezas y el tablero cuadriculado.

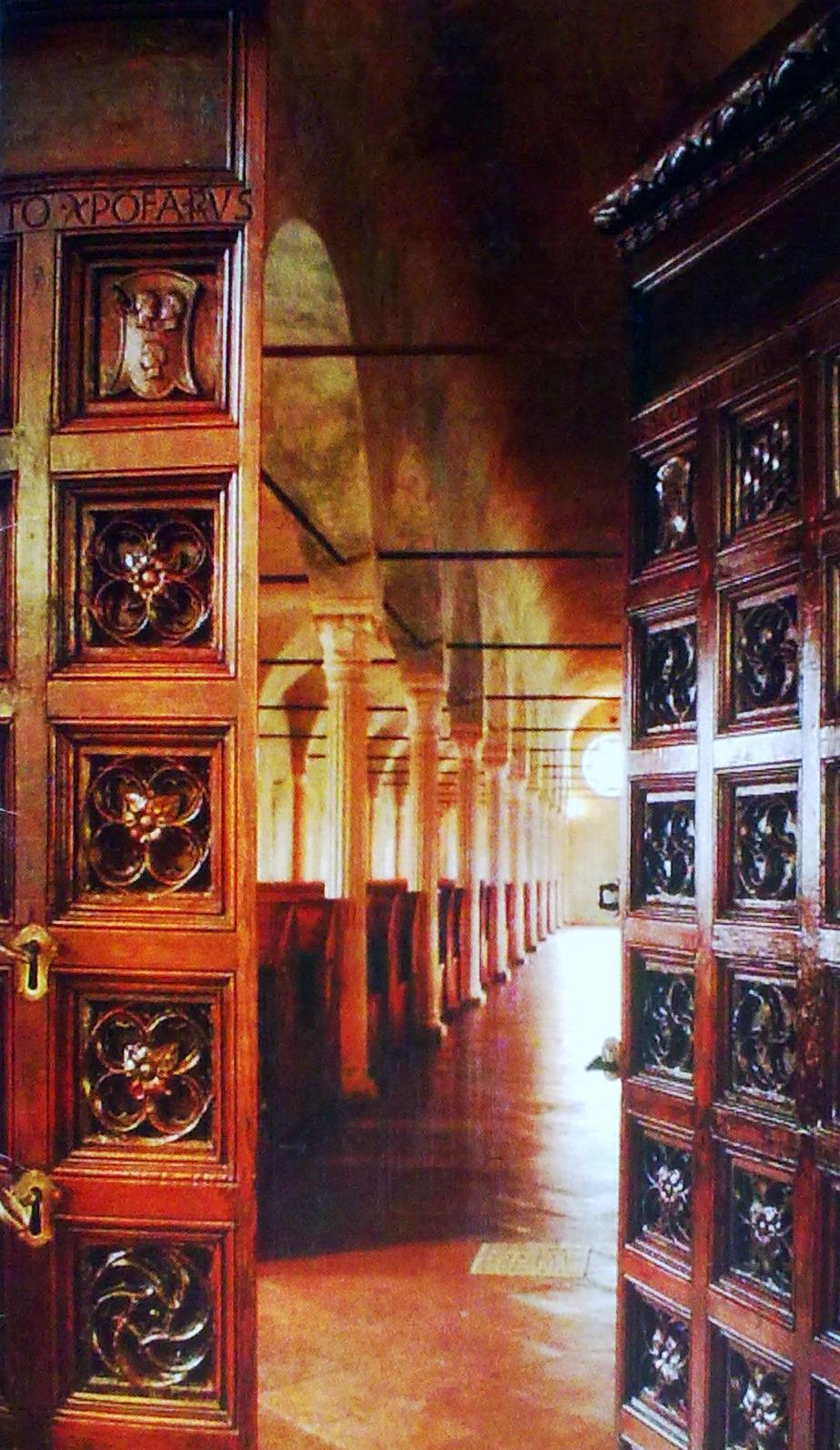
La puerta de madera, obra de Cristoforo da San Giovanni in Persiceto

La puerta, en madera oscura, es obra de Cristoforo da San Giovanni in Persiceto y en ella aparece inscrita la fecha del 15 de agosto de 1454, día solemne y festivo de la ciudad, dado que se celebraba en aquellos días una importante “feria de agosto”.
Las tallas, de estilo gótico, repiten motivos de rosetas y figuras helicoidales, dispuestas de forma que evocan el tablero malatestiano. Estos motivos heráldicos se reproducen asimismo en el interior, sobre los capiteles de las columnas de la sala y sobre 58 pupitres, 29 a cada lado. En estos imponentes bancos de madera de pino se conservan los códices.
La concepción de este espacio bebe en gran parte de los aportes en cuanto a geometría y proporción de Leon Battista Alberti, artífice del Templo Malatestiano de Rímini, que aparecen tanto en la planta como en el alzado del edificio. Estas características hacen referencia a la nueva cultura arquitectónica del Renacimiento, codificada en el De re aedificatoria, célebre tratado del ya mencionado Alberti.
Para aquellos tiempos era innovadora la planta de tres naves, todas abovedadas: la central de cañón y las laterales de arista. La luz entra desde las aberturas de los muros y se distribuye por las naves laterales, mientras que la nave central, flanqueada por veinte elegantes columnas, es iluminada a través del gran óculo del fondo. Esta nave se desarrolla en forma de corredor, una solución racional relativamente habitual en las bibliotecas monásticas de la Italia septentrional.
Este esquema, similar al de una basílica, está inspirado a su vez en la biblioteca del convento de San Marco en Florencia, proyectada por Michelozzo en 1444. No obstante, el uso de la bóveda de cañón en la biblioteca florentina parece no formar parte del concepto original de Michelozzo, sino que sería fruto de una reforma tras el terremoto de 1457, inspirada en la propia Biblioteca Malatestiana.

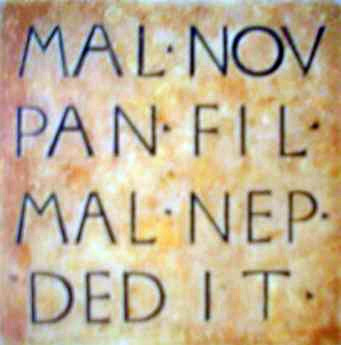
La inscripción en el pavimento

Las inscripciones del pavimento hacen nuevamente alusión a Malatesta Novello:

« Mal(atesta) Nov(ellus) Pan(dulphi) fil(ius) Mal(atestae) nep(os) dedit »
(Malatesta Novello, hijo de Pandolfo sobrino de Malatesta, diede)

Los colores también juegan papeles determinados en este espacio: el blanco (fe) de las columnas centrales, el rojo (esperanza) del pavimento cerámico y de las semicolumnas y el verde (caridad) del revestimiento de las paredes, recuperado en la restauración de 1920, aluden a los colores del escudo malatestiano.
Como otras bibliotecas monásticas de la época, la Malatestiana se ubica en la primera planta para proteger los códices de los ocasionales daños debidos a las inundaciones.

### La arquitectura de la Malatestiana como modelo
La solución de tres naves abovedadas adoptada en Cesena para la Biblioteca Malatestiana y en Florencia para la Biblioteca de San Marco se convierte en un modelo para la construcción de diversas bibliotecas monásticas italianas de renombre. No obstante, muchas de ellas se encuentran hoy en mal estado de conservación. Algunos ejemplos son la biblioteca del convento de Santa Maria delle Grazie en Milán (1469), la biblioteca de San Domenico en Perugia (1474) y la del convento benedictino de San Giovanni en Parma (1523). El éxito de esta estructura continúa hasta las primeras décadas del siglo XVI, cuando los cánones renacentistas evolucionan hacia espacios arquitectónicos más unitarios, renunciando a la división en naves (Biblioteca Laurenciana de Miguel Ángel en Florencia).

### Biblioteca Piana

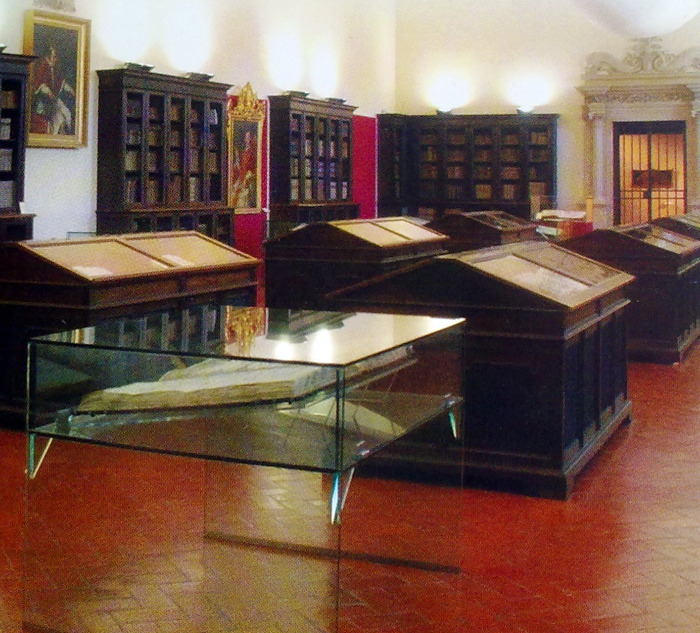
El interior de la biblioteca Piana

En la sala que se abre frente al Aula del Nuti se encuentra la Biblioteca Piana, ya del Papa Pío VII Chiaramonti (1800-1823). Destinada al uso por parte de los Benedictinos del monasterio de Santa María del Monte por expresa voluntad del papa, y de propiedad de la familia Chiaramonti, en 1941 es vendida al Estado Italiano. Actualmente funciona como depósito anexo a la Biblioteca Malatestiana.
Recoge otros 5000 volúmenes impresos que datan del siglo XV al XIX y de un centenar de manuscritos. Entre sus códices más valiosos, destacan un evangeliario del año 1104, un manuscrito jurídico del siglo XIII y un Misal romano de principios del siglo XV.
Entre los incunables se encuentra un ejemplar de la ´´Cosmographia´´ de Tolomeo, en el que figura la fecha errónea de 1462 (puesto que en realidad fue impreso en el 1477 o el 1482), con imágenes coloreadas cuya autoría se atribuye a Taddeo Crivelli.

## La colección malatestiana
La colección malatestiana surge por el deseo de un único mecenas, Novello Malatesta (1418-1465), y fue realizada en poco tiempo. La colección tiene un carácter extensamente sistemático (hoy diríamos "enciclopédico") porque no estaba dirigida a satisfacer el interés personal de Malatesta sino a los estudios de una comunidad monástica. Domenico Malatesta declaró su rol de promotor haciendo incluir en la primera página de cada códice su escudo, ricamente ornamentado a la manera antigua, y las iniciales "M" y "N" pintadas en oro o en otros colores, inscritas en un rectángulo de oro.